# Češka hokejska reprezentanca
Češka hokejska reprezentanca je ena boljših državnih hokejskih reprezentanc na svetu. Na Olimpijskih igrah je osvojila po eno zlato in bronasto medaljo v petih nastopih, na Svetovnih prvenstvih pa sedem zlatih, eno srebrno in šest bronastih medalje v 29-ih nastopih. 

## Selektorji
- Ivan Hlinka (1993 – 1994)
- Luděk Bukač (1995 – 1996)
- Ivan Hlinka (1997 - 1999)
- Josef Augusta (2000 – 2002)
- Slavomír Lener (2003 – 2004)
- Vladimír Růžička (2005)
- Alois Hadamczik (2006 – 2008)
- Vladimír Růžička (2009 – 2010)
- Alois Hadamczik (2011 – danes)